# 北京战犯管理所

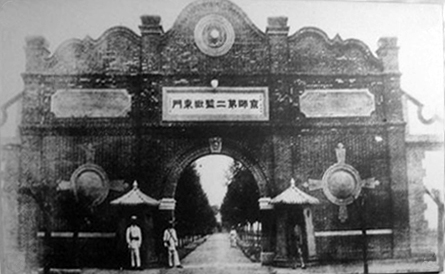
京师第二监狱东门

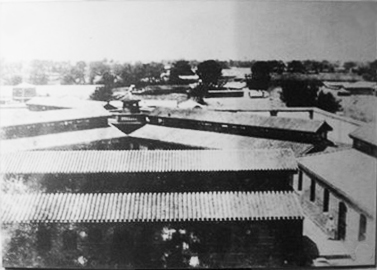
京师第二监狱内景

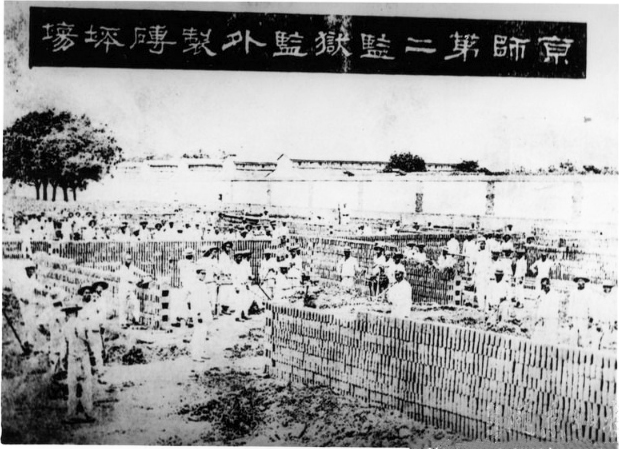
京师第二监狱外制砖坪场

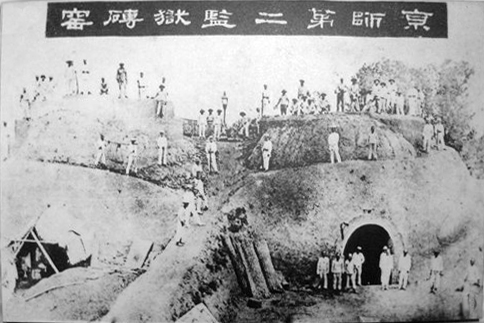
京师第二监狱砖窑

北京战犯管理所，俗称功德林一号，位于中国北京市西城区德胜门外功德林路1号，是中华人民共和国初期关押和改造战犯的监狱。

## 简介
功德林寺原是北京德胜门外的一座佛寺，清朝改为粥厂，向孤贫免费发放粥食。
光绪二十八年（1902年），山西巡抚赵尔巽奏请各省通设罪犯习艺所，获光绪帝允准。京师着手筹办顺天府习艺所。光绪三十一年七月，工巡局大臣、大学士那桐奏准，在功德林创设“京师习艺所”，宗旨为“收容犯人，令习技艺，使之改过自新，藉收劳则思善之效。”京师习艺所设有监督、典狱官、看守长等官员，此外还有看守、医师、技师、教诲师等共一百多人。分设文案处、会计处、考工处、庶务处、稽巡处。另外设有织巾科、织带科、织布科、铁工科、搓绳科，分别组织生产。这是中国第一个劳动改造机关，且由巡警部直辖。宣统年间，功德林已形成一座规模巨大的劳动改造机关。
民国二年（1913年）10月，在功德林建立了“宛平监狱”（时任司法总长为梁启超）；民国三年（1914年）10月更名为“京师第二监狱”（时任司法总长为章宗祥）。该监狱的狱长是梁锦汉。中华民国政府拨款八万一千九百元，在占地近百亩的土地上，建设了这座现代化的监狱。
该监狱内原有一通石碑，碑文为：
京师第二监狱在德胜门外下关之北，功德林故址旧为顺天府习艺所。民国二年十月改宛平监狱，三年十月始定今名。新会梁君锦汉任典狱长。其时因陋就简，实苦湫隘。四年九月乃建议根据部颁监狱图式，剏造新监，分年拨款，由本监工囚自行建筑。经始于是年十月至八年八月告成，采用双扇面及十字暨丁字形式，凡监房十六座三百五十九间，能容囚千人以上。中建十六方亭一座，东西前后八方亭四座，工场九座，炊场、洗濯场、理发室、洗面室、厕所、仓库暨事务楼、职员宿舍、看守宿舍等复增建房舍楼屋四十余间，总计面积五十七亩有奇。又监外附地三十余亩。全监规制完备整饬有加具详。梁君所上牍中，凡用钞币八万一千九百余圆，核之实银仅五万余圆工钜费，省得未曾。有中外人士之来观者，校其成绩佥足当数十万圆之值，梁君之勤劬兹役可谓至矣。今君移佐理曹，而累岁以还乎所规画，有睠睠不能去怀者听其大略，来请为记。康维为治之道，得人则理，任举一端，足可推见，使尽如梁君苦心毅力施于有政，何事不济？今各地监狱诸待缮治，而度支奇绌，既不能凭藉巨帑，则非得精意料、简疕材、课工度、不克悉，中程法康，既嘉梁君之能尽厥职，因志梗概以示后来，且为有典狱之责者勉也。

中華民國十年四月司法总长武进董康记 司法次长龙游余绍宋书
1928年，南京国民政府仍将功德林作为监狱，并更名为“北平第二监狱”，该监狱成了关押政治犯的“模范监狱”。一些中国共产党党员、左翼人士作为政治犯也被关押在这里。1937年抗日战争爆发后，日军占领北平，但尚未接管该监狱。当时，该监狱关押着七、八百名犯人，其中包括数十名政治犯。周恩来获得情报称，国民党方面准备在7月底撤出北平前（具体时间为7月28日），将关押在该监狱的中国共产党党员及六、七百名犯人全部处置掉。中共党组织乃决定趁日本人尚未接管该监狱之机，尽快解救这些政治犯。一天深夜，由中共领导的平西游击队袭击了功德林，救出了全部被关押人员，事件轰动一时。警方对此十分不安，随后政治犯不再被关在功德林，而是被统一关押到北京西安门内的草岚子监狱。
中华人民共和国成立后，1949年10月，该监狱移交并直属中央人民政府公安部（后来成为中华人民共和国公安部）管辖，改为“北京战犯管理所”（称“功德林监狱”）。
功德林监狱共有16栋监房，共计350多个房间，能容纳一千多个犯人，内部设有厕所、浴室、图书室和放风庭院。这16栋监房围绕着一幢几十公尺高的八角楼而建，而这幢八角楼实际是一个十六面亭，每面都对着一栋监房。监狱的周围还有一道高高的带电网的围墙，四个角落均有一个脚楼，角楼中昼夜都有持枪的狱警警戒。
1955年底，中国人民解放军总政治部、公安部联合下发指示，要求将羁押在全国各地的国民党战犯集中起来，统一移交公安机关教育和管理。1956年1月，上述工作完成。
1949年中共公布的战犯名单均是国民党及国民政府的省部级大员和中将及以上的武官，至1956年成立北京、西南、西北、抚顺等战犯管理所时，则将被俘的文官降到厅级和行政督察专员的级别，武官则降至少将级，极个别上校也被收录。
这里关押的100多名高级战犯（包括国民党特务）共分为13个小组。其中邱行湘任第一组组长，组员有杜聿明（曾任徐州剿总副总司令）、宋希濂（曾任川湘鄂绥靖公署主任, 华中剿总副总司令兼第14兵团司令）、康泽、王陵基（上将，曾任四川省主席）、范汉杰、廖耀湘（第9兵团司令）、陈林达等人。这里关押的原国民党战犯还有黄维（第12兵团司令）、陈长捷、文强、沈醉（军统三剑客之一）、郑庭笈（国军第200师步兵总指挥）等人。
战犯在功德林监狱接受改造，但相对于其他监狱，战犯得到了人格、生活和健康的保证，甚至拥有一定的自由（可在花园庭院打太极、做操；也可下围棋、打扑克牌、乒乓球；逢节日，还可表演自编自导的节目。）
起初功德林属公安部直辖，1960年，该监狱移交北京市公安局管辖。1966年作为北京市公安局治安处收审站。1986年8月，该监狱拆除。
1959年末，中国政府特赦了第一批“改恶从善”的先进分子（包括杜聿明、王耀武、宋希濂、杨伯涛、郑庭笈、邱行湘等十人）。1960年春，剩余的战犯被转移到新建的秦城监狱，秦城监狱的设施比功德林更好，每层楼甚至都有洗衣机。

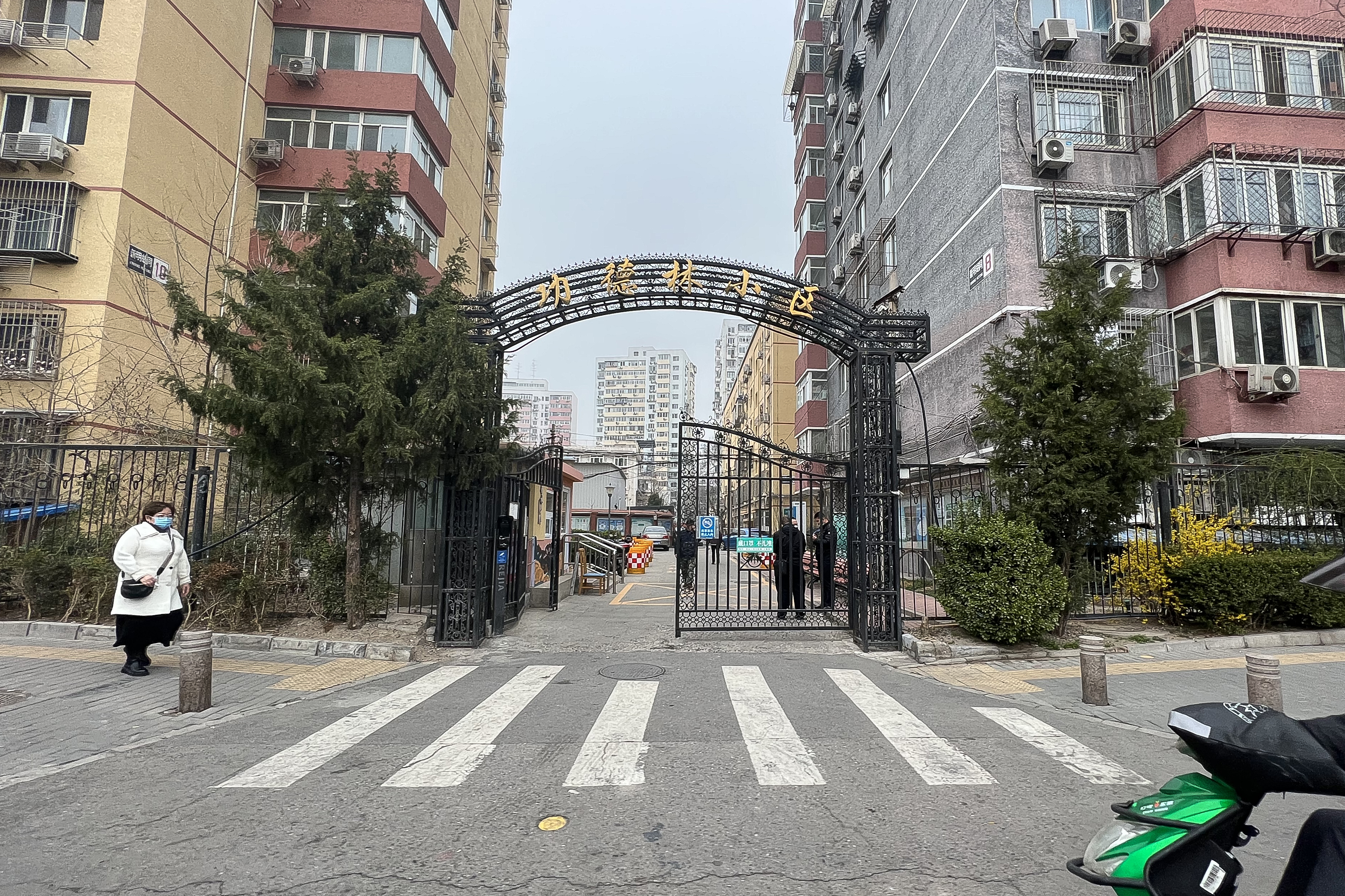
功德林小区

如今，功德林路已成为新康路。功德林监狱的原址成了北京市公安局治安管理总队大楼及周边住宅楼的所在地。在住宅楼中间尚存功德林监狱的一座角楼。

## 被关押者
- 杜聿明: 国民党高级将领，曾任徐州“剿总”副总司令等职。
- 王耀武: 国民党高级将领，曾任第二绥靖区司令官兼山东省政府主席。
- 黄维: 国民党高级将领，曾任第十二兵团司令。 宋希濂 (Sòng Xīlián): 国民党高级将领，曾任川湘鄂边区绥靖公署主任。
- 陈长捷: 国民党高级将领，曾任天津警备司令部司令。
- 文强: 国民党中将，曾任徐州“剿总”前进指挥部副参谋长、军统局北方区区长。后转至秦城监狱。
- 邱行湘: 国民党少将。
- 郑庭笈: 国民党中将军长。
- 罗历戎: 国民党中将军长。
- 李仙洲: 国民党中将。
- 范汉杰: 国民党陆军副总司令。
- 廖耀湘: 国民党兵团司令。
- 孙楚: 国民党高级将领。
- 杜建时: 国民党将领。
- 周振强: 国民党将领。
- 杨伯涛: 国民党将领。
- 沈醉: 国民党军统少将，曾任军统局总务处处长。

## 影視作品
- 决战之后：1991年西安电影制片厂电影，讲述了一大批国民党高级战犯被押送到新中国的监狱功德林进行改造的故事
- 特赦1959：2019年央视一套電視劇，描寫中華民國國軍戰犯在功德林的十年生活